# 防东铁路
防东铁路，又称防东高速铁路，是中国广西壮族自治区境内防城港市的一条高速鐵路，从防城港北站向中越边境的东兴市延伸，是广西沿海高速铁路的组成部分之一。

## 历史
2019年3月15日，防城港至东兴铁路项目正式开工。
2020年9月25日，由中铁十六局集团承建的棋盘山1号隧道顺利贯通，标志着防东铁路东兴市境内隧道全部贯通。
2021年11月9日，全线最长的隧道铜鼓岭隧道贯通，至此全线所有隧道均已贯通。
2022年3月19日，防东铁路第一根牵引供电接触网支柱安装到位，标志着防东铁路供电、通信、信号、电力“四电”工程正式启动。12月20日，西湾跨海双线特大桥首榀箱梁成功架设。
2023年8月8日，防东铁路开始铺轨。10月2日，全线铺轨完成。12月2日，进入满图试运行阶段。
2023年12月27日，防東鐵路正式通車，屆時來往東興市至防城港最快19分，來往東興市至南寧最快1小時13分。

## 主要技术指标
- 铁路等级：国铁Ⅰ级
- 正线数目：双线
- 旅客列车设计行车速度：250 km/h[10]
- 牵引种类：电力
- 桥隧比例：68%
- 闭塞类型：自动闭塞
- 列控方式：CTCS-2